# (21415) Nicobrenner
(21415) Nicobrenner (1998 FM70) – planetoida z pasa głównego asteroid okrążająca Słońce w ciągu 3,75 lat w średniej odległości 2,41 j.a. Odkryta 20 marca 1998 roku.